# چندزنی در جانوران

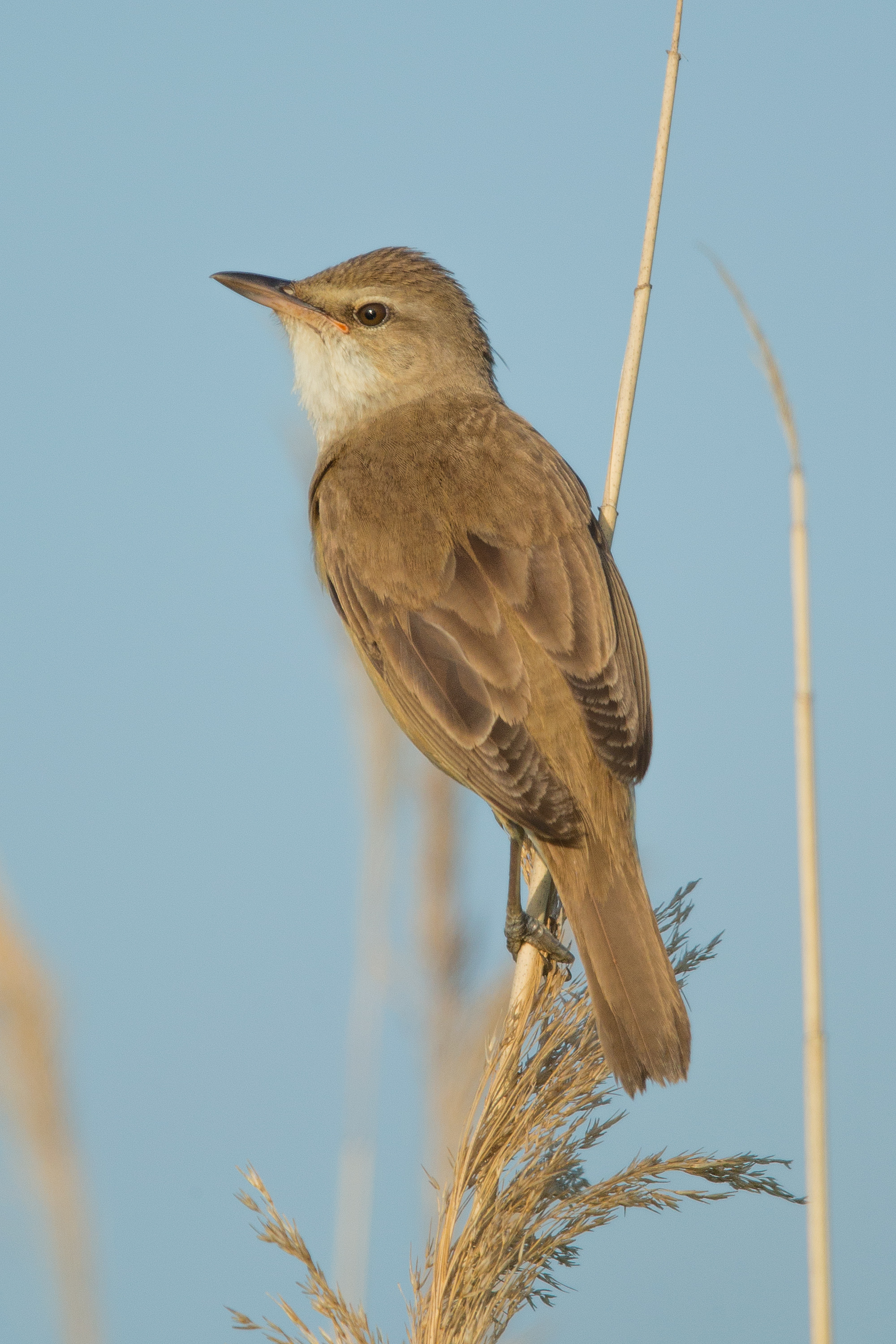
سسک نیزار بزرگ

چندزنی (در یونانیγυνή gyne به معنی «زن» یا «همسر» است) یک سیستم جفت‌گیری است در که یک نر با چند ماده جفت می‌شود اما هر ماده تنها با یک نر جفت می‌شود. سیستم‌هایی که در آن چندین ماده با چندین نر جفت می‌شوند، به عنوان بی‌بندوباری تعریف می‌شوند. نمایش جفت‌گیری با جفت‌یابی اغلب به عنوان شکلی از چندزنی در نظر گرفته می‌شود، زیرا یک نر با تعداد زیادی ماده جفت می‌شود، اما سیستم‌های جفت‌گیری مبتنی بر لک از این نظر متفاوت است که نر هیچ وابستگی به ماده‌هایی که با آنها جفت می‌شود ندارد و ماده‌های جفت‌شونده بدون وابستگی به یکدیگر هستند.
چندزنی نمونه‌ای از گروه‌های یک نری و چندمادگی است و می‌توان آن را در گونه‌های بسیاری از جمله: فوک فیلی، کفتار خال‌دار، گوریل، پرینیا بال‌سرخ، الیکایی خانگی، بابون مقدس، قرقاول معمولی، گوزن قرمز، ببر بنگال،  زنبور دروگر سونورا, Anthidium manicatum و گوزن واپیتی یافت. اغلب در سیستم‌های چندزنی، زنان بیشتر فعالیت‌های مراقبت‌های والدین را انجام می‌دهند.

## انواع چندزنی
هنگامی که ماده‌ها به‌طور پیاپی حرکت می‌کنند و از نظر فضایی پایدار نیستند، نرها راهبرد دفاع از جفت را دنبال می‌کنند. وقتی ماده‌ها به صورت دسته‌جمعی هستند، چهار نوع چندزنی رخ می‌دهد.
|                    | حرمسراها         | چندزنی با چند نر              | چندزنی پیاپی           | تلاش رقابت چندزنی                                     |
| ------------------ | ---------------- | ----------------------------- | ---------------------- | ----------------------------------------------------- |
| کوچک یا بزرگ       | کم‌اهمیت          | بزرگ                          | کم‌اهمیت                | بزرگ                                                  |
| پایدار یا ناپایدار | پایدار           | پایدار                        | ناپایدار               | ناپایدار                                              |
| گونه‌های نمونه      | انسان‌ها، فک فیلی | بابون ساوانا، گاومیش آفریقایی | انسان‌ها، ابیاها، فیل‌ها | سنجاب زمینی سیزده‌خطی، لمور موشی بزرگ کاکرل، گور زرافه |

سسک نیزار بزرگ (Acrocephalus arundinaceus) یکی از چندین گونه‌های پرندگان است که چندزنه و دارای حرمسرا است. نرها منابعی مانند حفاظت از لانه و سطوح مختلف مراقبت از والدین را برای حرمسرای خود فراهم می‌کنند. ماده‌ها در حرمسرا می‌توانند به‌طور همزمان تولیدمثل کنند، که نشان می‌دهد اندازه حرمسرا و تعداد فرزندان نر به هم مرتبط هستند.